# Marphysa furcellata
Marphysa furcellata är en ringmaskart som beskrevs av Crossland 1903. Marphysa furcellata ingår i släktet Marphysa och familjen Eunicidae. Inga underarter finns listade i Catalogue of Life.